# Crisídids
Els crísidids (Chrysididae) són una família d'himenòpters parasitoides o cleptoparàsits. Es coneixen unes 2.500 espècies. Presenten coloracions brillants metàl·liques (d'aquí que de vegades s'utilitzin noms comuns com mosca daurada).
Presenten major diversitat en regions desèrtiques, ja que estan típicament associades amb espècies d'abelles i vespes solitàries, que també presenten major diversitat en aquestes regions.

## Taxonomia
La família dels crísidids es divideix en quatre subfamílies:
- Subfamília Amiseginae
- Subfamília Chrysidinae
- Subfamília Cleptinae
- Subfamília Loboscelidiinae